# Agriocnemis keralensis
Agriocnemis keralensis – gatunek ważki z rodziny łątkowatych (Coenagrionidae).